# Torneo Apertura 2019 (Guatemala)
El Torneo Apertura 2019 fue el 41.er torneo corto del fútbol guatemalteco, iniciando la temporada 2019-20  de la Liga Nacional de Fútbol de Guatemala.
Para esta temporada se contó con 10 de los 12 equipos que disputaron la temporada pasada a excepción de los descendidos Chiantla y Petapa.

## Sistema de competición
El torneo se divide en dos partes:
- Fase de clasificación: Formado por los 132 partidos en las 22 jornadas disputadas.
- Fase final: Reclasificación a semifinales, semifinales y final

### Fase de clasificación
Los 12 equipos participantes jugarán una ronda clasificatoria de todos contra todos en visita recíproca, terminando en 22 fechas de 6 partidos cada una, para un total de 132 partidos clasificatorios. Se utiliza un sistema de puntos, que se presenta así:
- Por victoria, se obtendrán 3 puntos.
- Por empate, se obtendrá 1 punto.
- Por derrota no se obtendrán puntos.

Al finalizar las 22 jornadas, la tabla se ordenará con base en los clubes que hayan obtenido la mayoría de puntos, en caso de empates, se toman los siguientes criterios:
1. Puntos
2. Puntos obtenidos entre los equipos empatados
3. Diferencial de goles
4. Goles anotados
5. Goles anotados en condición visitante.

### Fase final
Mientras el primero y segundo lugar clasifican directamente a las semifinales, los cuatro equipos restantes se enfrentan en un playoff para obtener los últimos dos cupos a semifinales, de la siguiente manera:
3° vs 6°
4° vs 5°
Los equipos ganadores clasificarán a las semifinales, enfrentándose al primer y segundo lugar de la ronda clasificatoria, de la siguiente forma:
1° vs Peor ganador de los playoffs según la tabla del torneo
2° vs Mejor ganador de los playoffs según la tabla del torneo
Los clubes vencedores en los partidos de playoffs y semifinales serán aquellos que en los dos juegos anoten el mayor número de goles. De existir empate en el número de goles anotados, la posición se definirá a favor del club con mayor cantidad de goles a favor cuando actúe como visitante.
Si una vez aplicado el criterio anterior los clubes siguieran empatados, se observará la posición de los clubes en la tabla general de clasificación.
Los ganadores de las semifinales se enfrentarán en la Gran Final, disputándose a ida y vuelta, el mejor clasificado entre los finalistas jugará el último partido en su estadio.
El campeón de este torneo clasificará a la Liga Concacaf 2020. 

## Clasificación aLiga Concacaf
Debidas las características del torneo, existen 4 casos posibles:
Caso 1 - Mismo club campeón y mismo club subcampeón
1. Guatemala 1 - Campeón de ambos torneos.
2. Guatemala 2 - Subcampeón de ambos torneos.
3. Guatemala 3 - Club mejor posicionado en la tabla acumulada.

Caso 2 - Mismo club campeón y distintos subcampeones
1. Guatemala 1 - Campeón de ambos torneos.
2. Guatemala 2 - Subcampeón mejor posicionado en la tabla acumulada.
3. Guatemala 3 - Subcampeón peor posicionado en la tabla acumulada.

Caso 3 - Distintos campeones y un mismo subcampeón
1. Guatemala 1 - Campeón mejor posicionado en la tabla acumulada.
2. Guatemala 2 - Campeón peor posicionado en la tabla acumulada.
3. Guatemala 3 - Subcampeón de ambos torneos.

Caso 3 - Distintos campeones y diferentes subcampeones
1. Guatemala 1 - Campeón mejor posicionado en la tabla acumulada.
2. Guatemala 2 - Campeón peor posicionado en la tabla acumulada.
3. Guatemala 3 - Subcampeón mejor posicionado en la tabla acumulada.

## Equipos participantes
| Equipo         | Entrenador       | Presidente          | Ciudad                               | Estadio                   | Capacidad | Fundación      | Patrocinador      | Uniforme        | Televisora |
| -------------- | ---------------- | ------------------- | ------------------------------------ | ------------------------- | --------- | -------------- | ----------------- | --------------- | ---------- |
| Antigua GFC    | Roberto Montoya  | Víctor Hugo García  | Antigua Guatemala, Sacatepéquez      | Pensativo                 | 10,000    | 1959(65 años)  | Banrural          | Nino Sportswear |            |
| Cobán Imperial | Jorge Rodríguez  | Irasema Meléndez    | Cobán, Alta Verapaz                  | José Ángel Rossi          | 12,000    | 1936(88 años)  | Bantrab           | Demos Pro       |            |
| Comunicaciones | Mauricio Tapia   | Juan Leonel García  | Ciudad de Guatemala                  | Doroteo Guamuch Flores    | 30,000    | 1949(75 años)  | Z Gas             | Nino Sportswear | Albavisión |
| Guastatoya     | Fabricio Benítez | Lester Rodríguez    | Guastatoya, El Progreso              | David Cordón Hichos       | 3,100     | 2010(14 años)  | Banrural          | MR              | Albavisión |
| Iztapa         | Ramiro Cepeda    | Mario Mejía         | Iztapa, Escuintla                    | El Morón                  | 3,500     |                | Banrural          | Nevimar         |            |
| Malacateco     | Ronald Gómez     | Carlos Rodríguez    | Malacatán, San Marcos                | Santa Lucía               | 5,500     | 1962(62 años)  | Muni Malacatán    | AI              |            |
| Mixco          | Walter Claveri   | Ernesto "Neto" Bran | Mixco, Guatemala                     | Santo Domingo             | 2,500     | 1964 (55 años) | Muni Mixco        | MR              |            |
| Municipal      | Sebastián Bini   | Gerardo Villa       | Ciudad de Guatemala                  | El Trébol                 | 7,500     | 1936(88 años)  | Banrural          | Umbro           | Albavisión |
| Sanarate       | Rafael Díaz      | Jahiro Otzoy        | Sanarate, El Progreso                | Municipal de Sanarate     | 3,000     | 1958(67 años)  | Cementos Progreso | AI              |            |
| Santa Lucía    | Francisco Melgar | Rafael Espaderos    | Santa Lucía Cotzumalguapa, Escuintla | Santa Lucía Cotzumalguapa | 9,000     | 2011(13 años)  | Banrural          | Javi Sports     |            |
| Siquinalá      | Adrián Barrios   | Carlos Dardón       | Siquinalá, Escuintla                 | Mateo Sicay Paz           | 2,000     | 2004(20 años)  | Muni Siqui        | Nevimar         |            |
| Xelajú         | Horacio González | Estuardo Barrios    | Quetzaltenango, Quetzaltenango       | Mario Camposeco           | 11,220    | 1942(83 años)  | DaGas             | MR              |            |

## Equipos por departamento
| Departamento   | N.º | Equipos                                  |
| -------------- | --- | ---------------------------------------- |
| Guatemala      | 3   | Municipal Comunicaciones Deportivo Mixco |
| Escuintla      | 3   | Siquinalá Iztapa Santa Lucía             |
| El Progreso    | 2   | Guastatoya Sanarate                      |
| San Marcos     | 1   | Malacateco                               |
| Alta Verapaz   | 1   | Cobán Imperial                           |
| Quetzaltenango | 1   | Xelajú                                   |
| Sacatepéquez   | 1   | Antigua                                  |

## Ascensos y descensos
| Pos. | Descendidos de Liga Nacional de Fútbol de Guatemala 2018-19 |
| ---- | ----------------------------------------------------------- |
| 11°  | Chiantla                                                    |
| 12°  | Petapa                                                      |

| Pos. | Ascendidos de Primera División de Guatemala 2018-19 |
| ---- | --------------------------------------------------- |
| 1º   | Santa Lucía                                         |
| 2º   | Deportivo Mixco                                     |

## Fase de clasificación
|                                       | Pos. | Equipos        | PJ | PG | PE | PP | GF | GC | Dif. | PTS | Clasificación        |
| ------------------------------------- | ---- | -------------- | -- | -- | -- | -- | -- | -- | ---- | --- | -------------------- |
|                                       | 1º   | Cobán Imperial | 22 | 12 | 5  | 5  | 34 | 23 | +11  | 41  | Semifinales          |
|                                       | 2º   | Municipal      | 22 | 12 | 4  | 6  | 32 | 23 | +9   | 40  | Semifinales          |
|                                       | 3º   | Comunicaciones | 22 | 11 | 6  | 5  | 33 | 21 | +12  | 39  | Acceso a semifinales |
|                                       | 4º   | Antigua GFC    | 22 | 11 | 4  | 7  | 30 | 23 | +7   | 37  | Acceso a semifinales |
|                                       | 5º   | Sanarate       | 22 | 11 | 4  | 7  | 27 | 24 | +3   | 37  | Acceso a semifinales |
|                                       | 6º   | Guastatoya     | 22 | 10 | 5  | 7  | 29 | 22 | +7   | 35  | Acceso a semifinales |
|                                       | 7º   | Malacateco     | 22 | 9  | 4  | 9  | 29 | 24 | +5   | 31  |                      |
|                                       | 8º   | Iztapa         | 22 | 9  | 4  | 9  | 28 | 26 | +2   | 31  |                      |
|                                       | 9°   | Xelajú MC      | 22 | 7  | 7  | 8  | 26 | 27 | -1   | 28  |                      |
|                                       | 10º  | Santa Lucía    | 22 | 5  | 7  | 10 | 21 | 29 | -8   | 22  |                      |
|                                       | 11º  | Mixco          | 22 | 4  | 4  | 14 | 18 | 41 | -23  | 16  |                      |
|                                       | 12º  | Siquinalá      | 22 | 2  | 4  | 16 | 20 | 44 | -24  | 10  |                      |
| Actualización: 4 de diciembre de 2019 |      |                |    |    |    |    |    |    |      |     |                      |

### Resumen de resultados
| Local / Visita                               | ANT   | COB   | COM   | GST   | IZT   | MAL   | MIX   | MUN   | SNR   | SLC   | SIQ   | XEL   |
| -------------------------------------------- | ----- | ----- | ----- | ----- | ----- | ----- | ----- | ----- | ----- | ----- | ----- | ----- |
| Antigua GFC                                  |       | 2 - 1 | 1 - 2 | 1 - 0 | 2 - 0 | 2 - 0 | 3 - 2 | 1 - 0 | 0 - 2 | 4 - 0 | 1 - 0 | 1 - 3 |
| Cobán Imperial                               | 2 - 0 |       | 1 - 1 | 3 - 0 | 1 - 0 | 3 - 0 | 1 - 1 | 3 - 2 | 1 - 0 | 2 - 1 | 3 - 2 | 0 - 0 |
| Comunicaciones                               | 1 - 1 | 0 - 1 |       | 3 - 3 | 1 - 0 | 3 - 0 | 4 - 2 | 0 - 1 | 2 - 1 | 2 - 1 | 3 - 0 | 1 - 0 |
| Guastatoya                                   | 2 - 1 | 1 - 1 | 3 - 1 |       | 2 - 0 | 0 - 0 | 3 - 0 | 2 - 1 | 2 - 3 | 0 - 0 | 0 - 1 | 2 - 0 |
| Iztapa                                       | 0 - 1 | 0 - 0 | 0 - 0 | 2 - 1 |       | 1 - 0 | 2 - 1 | 3 - 2 | 4 - 1 | 1 - 0 | 4 - 0 | 3 - 1 |
| Malacateco                                   | 2 - 1 | 2 - 1 | 1 - 3 | 1 - 0 | 3 - 0 |       | 5 - 0 | 2 - 2 | 2 - 0 | 2 - 0 | 6 - 1 | 0 - 0 |
| Mixco                                        | 0 - 3 | 3 - 0 | 0 - 0 | 1 - 1 | 2 - 1 | 3 - 1 |       | 1 - 0 | 1 - 2 | 0 - 1 | 0 - 0 | 1 - 2 |
| Municipal                                    | 2 - 2 | 3 - 2 | 1 - 0 | 1 - 0 | 1 - 1 | 1 - 0 | 1 - 0 |       | 3 - 0 | 3 - 2 | 3 - 2 | 2 - 0 |
| Sanarate                                     | 0 - 0 | 2 - 1 | 2 - 1 | 0 - 1 | 2 - 1 | 2 - 1 | 2 - 0 | 0 - 1 |       | 3 - 0 | 0 - 0 | 1 - 0 |
| Santa Lucía                                  | 0 - 0 | 2 - 3 | 1 - 1 | 0 - 2 | 2 - 2 | 1 - 0 | 4 - 0 | 1 - 0 | 1 - 1 |       | 2 - 0 | 2 - 2 |
| Siquinalá                                    | 2 - 3 | 0 - 2 | 0 - 2 | 1 - 2 | 0 - 1 | 1 - 2 | 2 - 0 | 1 - 2 | 1 - 2 | 1 - 1 |       | 2 - 2 |
| Xelajú                                       | 2 - 0 | 1 - 2 | 0 - 3 | 1 - 2 | 3 - 2 | 0 - 0 | 3 - 0 | 0 - 0 | 2 - 2 | 1 - 0 | 3 - 1 |       |
| Última actualización: 4 de diciembre de 2019 |       |       |       |       |       |       |       |       |       |       |       |       |

## Jornadas

### Jornadas
- Los horarios son correspondientes al tiempo de Guatemala (UTC-6).

| Jornada 1                                | Jornada 1 | Jornada 1       | Jornada 1              | Jornada 1   | Jornada 1 | Jornada 1    | Jornada 1 |  |
| Local                                    | Resultado | Visitante       | Estadio                | Fecha       | Hora      | Espectadores | Canal     |  |
| ---------------------------------------- | --------- | --------------- | ---------------------- | ----------- | --------- | ------------ | --------- |  |
| Deportivo Siquinalá                      | 2 - 0     | Deportivo Mixco | Mateo Sicay Paz        | 27 de julio | 11:00     | 500          |           |  |
| Comunicaciones                           | 0 - 1     | Cobán Imperial  | Doroteo Guamuch Flores | 27 de julio | 18:00     | 4 841        |           |  |
| Xelajú MC                                | 0 - 0     | Municipal       | Mario Camposeco        | 27 de julio | 20:00     | 5 967        |           |  |
| Antigua GFC                              | 2 - 0     | Malacateco      | Pensativo              | 28 de julio | 11:30     | 692          |           |  |
| Santa Lucía                              | 1 - 1     | Sanarate        | Municipal Santa Lucía  | 28 de julio | 12:00     | 1 891        |           |  |
| 'Guastatoya'                             | 2 - 0     | Iztapa          | David Cordón Hichos    | 28 de julio | 14:30     | 595          |           |  |
| Total de goles: 9 Goles por partido: 1.5 |           |                 |                        |             |           |              |           |  |

| Jornada 2 | Jornada 2 | Jornada 2      | Jornada 2              | Jornada 2   | Jornada 2 | Jornada 2    | Jornada 2 | Jornada 2  | Jornada 2 |
| Local | Resultado | Visitante      | Estadio                | Fecha       | Hora      | Espectadores | Canal     | Amonestado | Expulsado |
| --- | --------- | -------------- | ---------------------- | ----------- | --------- | ------------ | --------- | ---------- | --------- |
| Cobán Imperial | 2 - 1     | Santa Lucía    | José Ángel Rossi       | 3 de agosto | 16:00     | 2 261        |           | 10         | 1         |
| Sanarate | 0 - 0     | Siquinalá      | Municipal de Sanarate  | 4 de agosto | 11:00     | 1 052        |           | 5          | -         |
| 'Municipal' | 1 - 0     | Comunicaciones | Doroteo Guamuch Flores | 4 de agosto | 11:00     | 8 353        |           | 9          | 3         |
| Malacateco | 0 - 0     | Xelajú MC      | Santa Lucía            | 4 de agosto | 12:00     | 383          |           | 8          | -         |
| Iztapa | 0 - 1     | Antigua GFC    | El Morón               | 4 de agosto | 13:00     | 592          |           | 9          | -         |
| Deportivo Mixco | 1 - 1     | Guastatoya     | Santo Domingo          | 4 de agosto | 15:00     | 1 634        |           | 4          | -         |
| Total de goles (por partido): 4 (1) Total de Asistencia (promedio): 14 275 (2 379) Total de Tarjetas Amarillas/Rojas (por partido): 45/4 (7.5/0.67) |           |                |                        |             |           |              |           |            |           |

| Jornada 3 | Jornada 3 | Jornada 3       | Jornada 3             | Jornada 3    | Jornada 3 | Jornada 3    | Jornada 3   | Jornada 3  | Jornada 3 |
| Local | Resultado | Visitante       | Estadio               | Fecha        | Hora      | Espectadores | Canal       | Amonestado | Expulsado |
| --- | --------- | --------------- | --------------------- | ------------ | --------- | ------------ | ----------- | ---------- | --------- |
| Siquinalá | 0 - 2     | Cobán Imperial  | Mateo Sicay Paz       | 9 de agosto  | 11:00     | 385          |             | 3          | -         |
| 'Municipal' | 1 - 0     | Malacateco      | Municipal Santa Lucía | 9 de agosto  | 12:00     | 1 772        | Trecevisión | 3          | -         |
| Guastatoya | 2 - 3     | 'Sanarate'      | El Trébol             | 9 de agosto  | 15:30     | 779          | Trecevisión | 7          | 1         |
| Xelajú MC | 3 - 2     | Iztapa          | David Cordón Hichos   | 9 de agosto  | 20:00     | 2 596        |             | 7          | -         |
| Santa Lucía | 1 - 1     | Comunicaciones  | Mario Camposeco       | 14 de agosto | 12:00     | 1 848        |             | 3          | -         |
| Antigua GFC | 3 - 2     | Deportivo Mixco | Pensativo             | 14 de agosto | 15:30     | 864          |             | 8          | -         |
| Total de goles (por partido): 13 (3.25) Total de Asistencia (promedio): 5 532 (1 383) Total de Tarjetas Amarillas/Rojas (por partido): 20/1 (4/0.25) |           |                 |                       |              |           |              |             |            |           |

| Jornada 4 | Jornada 4 | Jornada 4   | Jornada 4              | Jornada 4    | Jornada 4 | Jornada 4    | Jornada 4 | Jornada 4  | Jornada 4 |
| Local | Resultado | Visitante   | Estadio                | Fecha        | Hora      | Espectadores | Canal     | Amonestado | Expulsado |
| --- | --------- | ----------- | ---------------------- | ------------ | --------- | ------------ | --------- | ---------- | --------- |
| 'Iztapa' | 3 - 2     | Municipal   | El Morón               | 17 de agosto | 13:00     | 1 000        |           | 12         | 1         |
| 'Comunicaciones' | 3 - 0     | Malacateco  | Doroteo Guamuch Flores | 17 de agosto | 18:00     | 1 524        |           | 3          | -         |
| Cobán Imperial | 3 - 0     | Guastatoya  | José Ángel Rossi       | 17 de agosto | 20:00     | 1 772        |           | 5          | -         |
| Sanarate | 0 - 0     | Antigua GFC | Municipal de Sanarate  | 18 de agosto | 11:00     | 1 303        |           | 8          | -         |
| 'Santa Lucía' | 2 - 0     | Siquinalá   | Municipal Santa Lucía  | 18 de agosto | 12:00     | 1 851        |           | 7          | 1         |
| Deportivo Mixco | 1 - 2     | Xelajú MC   | Santo Domingo          | 18 de agosto | 15:00     | 1 081        |           | 6          | 1         |
| Total de goles (por partido): 16 (2.67) Total de Asistencia (promedio): 8 531 (1 421) Total de Tarjetas Amarillas/Rojas (por partido): 41/3 (6.83/0.5) |           |             |                        |              |           |              |           |            |           |

| Jornada 5 | Jornada 5 | Jornada 5        | Jornada 5           | Jornada 5    | Jornada 5 | Jornada 5    | Jornada 5 | Jornada 5  | Jornada 5 |
| Local | Resultado | Visitante        | Estadio             | Fecha        | Hora      | Espectadores | Canal     | Amonestado | Expulsado |
| --- | --------- | ---------------- | ------------------- | ------------ | --------- | ------------ | --------- | ---------- | --------- |
| Siquinalá | 0 - 2     | 'Comunicaciones' | Mateo Sicay Paz     | 24 de agosto | 11:00     | 1 000        |           | 4          | 1         |
| 'Municipal' | 1 - 0     | Deportivo Mixco  | El Trébol           | 24 de agosto | 15:00     | 4 591        |           | 4          | -         |
| Xelajú MC | 2 - 2     | Sanarate         | Mario Camposeco     | 24 de agosto | 20:00     | 2 980        |           | 11         | 2         |
| Antigua GFC | 2 - 1     | Cobán Imperial   | Pensativo           | 25 de agosto | 11:30     | 1 693        |           | 6          | -         |
| Malacateco | 3 - 0     | Iztapa           | Santa Lucía         | 25 de agosto | 12:00     | 397          |           | 7          | -         |
| Guastatoya | 0 - 0     | Santa Lucía      | David Cordón Hichos | 25 de agosto | 14:30     | 355          |           | 3          | -         |
| Total de goles (por partido): 13 (2.16) Total de Asistencia (promedio): 11 016 (1 836) Total de Tarjetas Amarillas/Rojas (por partido): 35/3 (5.83/0.5) |           |                  |                     |              |           |              |           |            |           |

| Jornada 6                                                                                          | Jornada 6 | Jornada 6    | Jornada 6              | Jornada 6       | Jornada 6 | Jornada 6    | Jornada 6 | Jornada 6  | Jornada 6 |
| Local                                                                                              | Resultado | Visitante    | Estadio                | Fecha           | Hora      | Espectadores | Canal     | Amonestado | Expulsado |
| -------------------------------------------------------------------------------------------------- | --------- | ------------ | ---------------------- | --------------- | --------- | ------------ | --------- | ---------- | --------- |
| Siquinalá                                                                                          | 1 - 2     | 'Guastatoya' | Mateo Sicay Paz        | 31 de agosto    | 11:00     | 249          |           | 4          | -         |
| Cobán Imperial                                                                                     | 0 - 0     | Xelajú MC    | José Ángel Rossi       | 31 de agosto    | 16:00     | 1 509        |           | 11         | 2         |
| 'Comunicaciones'                                                                                   | 1 - 0     | Iztapa       | Doroteo Guamuch Flores | 1 de septiembre | 11:00     | 2 139        |           | 7          | -         |
| Sanarate                                                                                           | 0 - 1     | 'Municipal'  | Municipal de Sanarate  | 1 de septiembre | 11:00     | 2 254        |           | 3          | -         |
| Santa Lucía                                                                                        | 0 - 0     | Antigua GFC  | Municipal Santa Lucía  | 1 de septiembre | 12:00     | 1 782        |           | 8          | -         |
| Deportivo Mixco                                                                                    | 3 - 1     | Malacateco   | Santo Domingo          | 1 de septiembre | 15:00     | 798          |           | 8          | -         |
| Total de goles: 9 (1.5) Total de Asistencia: 8 731 (1 455) Total de Tarjetas Amarillas/Rojas: 41/2 |           |              |                        |                 |           |              |           |            |           |

| Jornada 7                                                                                            | Jornada 7 | Jornada 7       | Jornada 7           | Jornada 7        | Jornada 7 | Jornada 7    | Jornada 7 | Jornada 7  | Jornada 7 |
| Local                                                                                                | Resultado | Visitante       | Estadio             | Fecha            | Hora      | Espectadores | Canal     | Amonestado | Expulsado |
| --- | --------- | --------------- | ------------------- | ---------------- | --------- | ------------ | --------- | ---------- | --------- |
| Antigua GFC                                                                                          | 1 - 0     | Siquinalá       | Pensativo           | 14 de septiembre | 11:30     | 903          |           | 7          | -         |
| 'Municipal'                                                                                          | 3 - 2     | Cobán Imperial  | El Trébol           | 14 de septiembre | 15:00     | 4 121        |           | 6          | -         |
| Xelajú MC                                                                                            | 1 - 0     | Santa Lucía     | Mario Camposeco     | 14 de septiembre | 20:00     | 2 610        |           | 11         | -         |
| Malacateco                                                                                           | 2 - 0     | Sanarate        | Santa Lucía         | 15 de septiembre | 12:00     | 467          |           | 6          | -         |
| 'Iztapa'                                                                                             | 2 - 1     | Deportivo Mixco | El Morón            | 15 de septiembre | 13:00     | 617          |           | 9          | 1         |
| 'Guastatoya'                                                                                         | 3 - 1     | Comunicaciones  | David Cordón Hichos | 15 de septiembre | 14:30     | 1 243        |           | 6          | -         |
| Total de goles: 16 (2.67) Total de Asistencia: 9 961 (1 249) Total de Tarjetas Amarillas/Rojas: 45/1 |           |                 |                     |                  |           |              |           |            |           |

| Jornada 8                                                                                         | Jornada 8 | Jornada 8       | Jornada 8              | Jornada 8        | Jornada 8 | Jornada 8    | Jornada 8 | Jornada 8  | Jornada 8 |
| Local                                                                                             | Resultado | Visitante       | Estadio                | Fecha            | Hora      | Espectadores | Canal     | Amonestado | Expulsado |
| ------------------------------------------------------------------------------------------------- | --------- | --------------- | ---------------------- | ---------------- | --------- | ------------ | --------- | ---------- | --------- |
| Siquinalá                                                                                         | 2 - 2     | Xelajú MC       | Mateo Sicay Paz        | 18 de septiembre | 11:00     | 118          |           | 10         | 2         |
| 'Santa Lucía'                                                                                     | 1 - 0     | Municipal       | Municipal Santa Lucía  | 18 de septiembre | 12:00     | 1 635        |           | 6          | -         |
| 'Guastatoya'                                                                                      | 2 - 1     | Antigua GFC     | David Cordón Hichos    | 18 de septiembre | 14:30     | 366          |           | 2          | -         |
| 'Sanarate'                                                                                        | 2 - 1     | Iztapa          | Municipal de Sanarate  | 18 de septiembre | 15:30     | 619          |           | 9          | 2         |
| Cobán Imperial                                                                                    | 3 - 0     | Malacateco      | José Ángel Rossi       | 18 de septiembre | 18:00     | 933          |           | 6          | -         |
| 'Comunicaciones'                                                                                  | 4 - 2     | Deportivo Mixco | Doroteo Guamuch Flores | 18 de septiembre | 20:00     | 1 450        |           | 4          | -         |
| Total de goles: 20 (3.33) Total de Asistencia: 5121 (853) Total de Tarjetas Amarillas/Rojas: 37/4 |           |                 |                        |                  |           |              |           |            |           |

| Jornada 9                                                                                           | Jornada 9 | Jornada 9        | Jornada 9       | Jornada 9        | Jornada 9 | Jornada 9    | Jornada 9 | Jornada 9  | Jornada 9 |
| Local                                                                                               | Resultado | Visitante        | Estadio         | Fecha            | Hora      | Espectadores | Canal     | Amonestado | Expulsado |
| --------------------------------------------------------------------------------------------------- | --------- | ---------------- | --------------- | ---------------- | --------- | ------------ | --------- | ---------- | --------- |
| 'Municipal'                                                                                         | 3 - 2     | Siquinalá        | El Trébol       | 21 de septiembre | 15:00     | 2 425        |           | 7          | -         |
| Xelajú MC                                                                                           | 1 - 2     | 'Guastatoya'     | Mario Camposeco | 21 de septiembre | 20:00     | 2 588        |           | 6          | 1         |
| Antigua GFC                                                                                         | 1 - 2     | 'Comunicaciones' | Pensativo       | 22 de septiembre | 11:30     | 2 831        |           | 7          | -         |
| Malacateco                                                                                          | 2 - 0     | Santa Lucía      | Santa Lucía     | 22 de septiembre | 12:00     | 338          |           | 5          | -         |
| Iztapa                                                                                              | 0 - 0     | Cobán Imperial   | El Morón        | 22 de septiembre | 13:00     | 501          |           | 8          | -         |
| Deportivo Mixco                                                                                     | 1 - 2     | 'Sanarate'       | Santo Domingo   | 22 de septiembre | 15:00     | 902          |           | 7          | 1         |
| Total de goles: 16 (2.67) Total de Asistencia: 9 585 (1597) Total de Tarjetas Amarillas/Rojas: 40/2 |           |                  |                 |                  |           |              |           |            |           |

| Jornada 10                                                                                            | Jornada 10 | Jornada 10      | Jornada 10             | Jornada 10       | Jornada 10 | Jornada 10   | Jornada 10 | Jornada 10 | Jornada 10 |
| Local                                                                                                 | Resultado  | Visitante       | Estadio                | Fecha            | Hora       | Espectadores | Canal      | Amonestado | Expulsado  |
| --- | ---------- | --------------- | ---------------------- | ---------------- | ---------- | ------------ | ---------- | ---------- | ---------- |
| Siquinalá                                                                                             | 1 - 2      | Malacateco      | Mateo Sicay Paz        | 28 de septiembre | 11:00      | 185          |            | 8          | 2          |
| Cobán Imperial                                                                                        | 1 - 1      | Deportivo Mixco | José Ángel Rossi       | 28 de septiembre | 19:00      | 1 464        |            | 10         | -          |
| 'Comunicaciones'                                                                                      | 2 - 1      | Sanarate        | Doroteo Guamuch Flores | 29 de septiembre | 11:00      | 8 901        |            | 9          | 1          |
| Antigua GFC                                                                                           | 1 - 3      | Xelajú MC       | Pensativo              | 29 de septiembre | 11:30      | 918          |            | 4          | -          |
| Santa Lucía                                                                                           | 2 - 2      | Iztapa          | Municipal Santa Lucía  | 29 de septiembre | 12:00      | 894          |            | 16         | 1          |
| 'Guastatoya'                                                                                          | 2 - 1      | Municipal       | David Cordón Hichos    | 29 de septiembre | 14:30      | 1 300        |            | 12         | -          |
| Total de goles: 19 (3.17) Total de Asistencia: 13 662 (2 277) Total de Tarjetas Amarillas/Rojas: 59/4 |            |                 |                        |                  |            |              |            |            |            |

| Jornada 11                                                                            | Jornada 11 | Jornada 11     | Jornada 11            | Jornada 11    | Jornada 11 | Jornada 11   | Jornada 11 | Jornada 11 | Jornada 11 |
| Local                                                                                 | Resultado  | Visitante      | Estadio               | Fecha         | Hora       | Espectadores | Canal      | Amonestado | Expulsado  |
| ------------------------------------------------------------------------------------- | ---------- | -------------- | --------------------- | ------------- | ---------- | ------------ | ---------- | ---------- | ---------- |
| Malacateco                                                                            | 1 - 0      | Guastatoya     | Santa Lucía           | 2 de octubre  | 12:00      | 382          |            | 13         | 2          |
| Municipal                                                                             | 2 - 2      | Antigua GFC    | El Trébol             | 2 de octubre  | 15:00      | 1 940        |            | 9          | 1          |
| 'Iztapa'                                                                              | 4 - 0      | Siquinalá      | Mateo Sicay Paz       | 2 de octubre  | 13:00      | 207          |            | 5          | -          |
| Deportivo Mixco                                                                       | 0 - 1      | 'Santa Lucía'  | Santo Domingo         | 2 de octubre  | 15:00      | 634          |            | 4          | -          |
| 'Sanarate'                                                                            | 2 - 1      | Cobán Imperial | Municipal de Sanarate | 2 de octubre  | 15:30      | 733          |            | 8          | -          |
| Xelajú MC                                                                             | 0 - 3      | Comunicaciones | Mario Camposeco       | 30 de octubre | 20:00      |              |            |            |            |
| Total de goles: 13 Total de Asistencia: 3 896 Total de Tarjetas Amarillas/Rojas: 39/3 |            |                |                       |               |            |              |            |            |            |

| Jornada 12                                                                                           | Jornada 12 | Jornada 12     | Jornada 12            | Jornada 12   | Jornada 12 | Jornada 12   | Jornada 12 | Jornada 12 | Jornada 12 |
| Local                                                                                                | Resultado  | Visitante      | Estadio               | Fecha        | Hora       | Espectadores | Canal      | Amonestado | Expulsado  |
| --- | ---------- | -------------- | --------------------- | ------------ | ---------- | ------------ | ---------- | ---------- | ---------- |
| 'Iztapa'                                                                                             | 2 - 1      | Guastatoya     | El Morón              | 5 de octubre | 12:00      | 537          |            | 3          | -          |
| 'Municipal'                                                                                          | 2 - 0      | Xelajú MC      | El Trébol             | 5 de octubre | 15:00      | 2 937        |            | 9          | 8          |
| Cobán Imperial                                                                                       | 1 - 1      | Comunicaciones | José Ángel Rossi      | 6 de octubre | 11:00      | 3 008        |            | 3          | -          |
| 'Sanarate'                                                                                           | 3 - 0      | Santa Lucía    | Municipal de Sanarate | 6 de octubre | 11:00      | 1 029        |            | 8          | 1          |
| Malacateco                                                                                           | 2 - 1      | Antigua GFC    | Santa Lucía           | 6 de octubre | 12:00      | 485          |            | 4          | -          |
| Deportivo Mixco                                                                                      | 0 - 0      | Siquinalá      | Santo Domingo         | 6 de octubre | 15:30      | 804          |            | 6          | -          |
| Total de goles: 13 (2.16) Total de Asistencia: 8 800 (1 466) Total de Tarjetas Amarillas/Rojas: 33/9 |            |                |                       |              |            |              |            |            |            |

| Jornada 13                                                                                            | Jornada 13 | Jornada 13      | Jornada 13             | Jornada 13    | Jornada 13 | Jornada 13   | Jornada 13 | Jornada 13 | Jornada 13 |
| Local                                                                                                 | Resultado  | Visitante       | Estadio                | Fecha         | Hora       | Espectadores | Canal      | Amonestado | Expulsado  |
| --- | ---------- | --------------- | ---------------------- | ------------- | ---------- | ------------ | ---------- | ---------- | ---------- |
| Siquinalá                                                                                             | 1 - 2      | 'Sanarate'      | Mateo Sicay Paz        | 19 de octubre | 11:00      | 208          |            | 8          | 3          |
| Xelajú MC                                                                                             | 0 - 0      | Malacateco      | Mario Camposeco        | 19 de octubre | 20:00      | 1 807        |            | 4          | -          |
| Comunicaciones                                                                                        | 0 - 1      | 'Municipal'     | Doroteo Guamuch Flores | 20 de octubre | 11:00      | 13 042       |            | 13         | 3          |
| Antigua GFC                                                                                           | 2 - 0      | Iztapa          | Pensativo              | 20 de octubre | 11:30      | 445          |            | 6          | 1          |
| Santa Lucía                                                                                           | 2 - 3      | Cobán Imperial  | Municipal Santa Lucía  | 20 de octubre | 12:00      | 708          |            | 5          | -          |
| 'Guastatoya'                                                                                          | 3 - 0      | Deportivo Mixco | David Cordón Hichos    | 20 de octubre | 14:30      | 694          |            | 1          |            |
| Total de goles: 14 (2.33) Total de Asistencia: 16 904 (2 817) Total de Tarjetas Amarillas/Rojas: 37/7 |            |                 |                        |               |            |              |            |            |            |

| Jornada 14                                                                                        | Jornada 14 | Jornada 14   | Jornada 14             | Jornada 14    | Jornada 14 | Jornada 14   | Jornada 14 | Jornada 14 | Jornada 14 |
| Local                                                                                             | Resultado  | Visitante    | Estadio                | Fecha         | Hora       | Espectadores | Canal      | Amonestado | Expulsado  |
| ------------------------------------------------------------------------------------------------- | ---------- | ------------ | ---------------------- | ------------- | ---------- | ------------ | ---------- | ---------- | ---------- |
| Malacateco                                                                                        | 2 - 2      | Municipal    | Santa Lucía            | 23 de octubre | 12:00      | 868          |            | 4          | -          |
| 'Iztapa'                                                                                          | 3 - 1      | Xelajú MC    | El Morón               | 23 de octubre | 13:00      | 303          |            | 6          | -          |
| Mixco                                                                                             | 0 - 3      | Antigua GFC  | Santo Domingo          | 23 de octubre | 15:00      | 605          |            | 5          | -          |
| Sanarate                                                                                          | 0 - 1      | 'Guastatoya' | Municipal Sanarate     | 23 de octubre | 15:30      | 1 200        |            | 10         | -          |
| Cobán Imperial                                                                                    | 3 - 2      | Siquinalá    | José Ángel Rossi       | 23 de octubre | 18:00      | 345          |            | 3          | -          |
| 'Comunicaciones'                                                                                  | 1 - 0      | Santa Lucía  | Doroteo Guamuch Flores | 23 de octubre | 20:00      | 0            |            | 3          | -          |
| Total de goles: 18 (3) Total de Asistencia: 3 321 (553.5) Total de Tarjetas Amarillas/Rojas: 31/0 |            |              |                        |               |            |              |            |            |            |

| Jornada 15                                                              | Jornada 15 | Jornada 15       | Jornada 15          | Jornada 15    | Jornada 15 | Jornada 15   | Jornada 15 | Jornada 15 | Jornada 15 |
| Local                                                                   | Resultado  | Visitante        | Estadio             | Fecha         | Hora       | Espectadores | Canal      | Amonestado | Expulsado  |
| ----------------------------------------------------------------------- | ---------- | ---------------- | ------------------- | ------------- | ---------- | ------------ | ---------- | ---------- | ---------- |
| Siquinalá                                                               | 1 - 1      | Santa Lucía      | Mateo Sicay Paz     | 26 de octubre | 11:00      | 708          |            | 1          |            |
| Municipal                                                               | 1 - 1      | Iztapa           | El Trébol           | 26 de octubre | 15:00      | 2 457        |            | 7          |            |
| Xelajú MC                                                               | 3 - 0      | Mixco            | Mario Camposeco     | 26 de octubre | 20:00      | 1 070        |            | 9          |            |
| Antigua GFC                                                             | 0 - 2      | 'Sanarate'       | Pensativo           | 27 de octubre | 11:30      | 668          |            | 2          |            |
| Malacateco                                                              | 1 - 3      | 'Comunicaciones' | Santa Lucía         | 27 de octubre | 12:00      | 880          |            | 3          |            |
| Guastatoya                                                              | 1 - 1      | Cobán Imperial   | David Cordón Hichos | 27 de octubre | 14:30      | 988          |            | 3          |            |
| Total de goles: Total de Asistencia: Total de Tarjetas Amarillas/Rojas: |            |                  |                     |               |            |              |            |            |            |

| Jornada 16                                                                                        | Jornada 16 | Jornada 16   | Jornada 16             | Jornada 16     | Jornada 16 | Jornada 16   | Jornada 16 | Jornada 16 | Jornada 16 |
| Local                                                                                             | Resultado  | Visitante    | Estadio                | Fecha          | Hora       | Espectadores | Canal      | Amonestado | Expulsado  |
| ------------------------------------------------------------------------------------------------- | ---------- | ------------ | ---------------------- | -------------- | ---------- | ------------ | ---------- | ---------- | ---------- |
| 'Iztapa'                                                                                          | 1 - 0      | Malacateco   | El Morón               | 2 de noviembre | 13:00      | 445          |            | 5          | -          |
| Cobán Imperial                                                                                    | 2 - 0      | Antigua GFC  | José Ángel Rossi       | 2 de noviembre | 19:00      | 1 145        |            | 5          | -          |
| 'Comunicaciones'                                                                                  | 3 - 2      | Siquinalá    | Doroteo Guamuch Flores | 3 de noviembre | 11:00      | 0            |            | 7          | -          |
| 'Sanarate'                                                                                        | 1 - 0      | Xelajú MC    | Municipal Sanarate     | 3 de noviembre | 11:00      | 1 011        |            | 6          | -          |
| Santa Lucía                                                                                       | 0 - 2      | 'Guastatoya' | Municipal Santa Lucía  | 3 de noviembre | 12:00      | 713          |            | 4          | -          |
| 'Mixco'                                                                                           | 1 - 0      | Municipal    | Santo Domingo          | 3 de noviembre | 15:00      | 2 903        |            | 5          | -          |
| Total de goles: 12 (2) Total de Asistencia: 6 217 (1 036) Total de Tarjetas Amarillas/Rojas: 32/0 |            |              |                        |                |            |              |            |            |            |

| Jornada 17                                                                                           | Jornada 17 | Jornada 17     | Jornada 17          | Jornada 17      | Jornada 17 | Jornada 17   | Jornada 17 | Jornada 17 | Jornada 17 |
| Local                                                                                                | Resultado  | Visitante      | Estadio             | Fecha           | Hora       | Espectadores | Canal      | Amonestado | Expulsado  |
| --- | ---------- | -------------- | ------------------- | --------------- | ---------- | ------------ | ---------- | ---------- | ---------- |
| 'Municipal'                                                                                          | 3 - 0      | Sanarate       | El Trébol           | 9 de noviembre  | 15:00      | 2 660        |            | 9          | 1          |
| Xelajú MC                                                                                            | 1 - 2      | Cobán Imperial | Mario Camposeco     | 9 de noviembre  | 20:00      | 1 991        |            | 3          | -          |
| Antigua GFC                                                                                          | 4 - 0      | Santa Lucía    | Pensativo           | 10 de noviembre | 11:30      | 550          |            | 8          | -          |
| Malacateco                                                                                           | 5 - 0      | Mixco          | Santa Lucía         | 10 de noviembre | 12:00      | 487          |            | 6          | -          |
| Iztapa                                                                                               | 0 - 0      | Comunicaciones | El Morón            | 10 de noviembre | 13:30      | 1 500        |            | 6          | 1          |
| Guastatoya                                                                                           | 0 - 1      | 'Siquinalá'    | David Cordón Hichos | 10 de noviembre | 14:30      | 537          |            | 4          | -          |
| Total de goles: 16 (2.67) Total de Asistencia: 7 725 (1 287) Total de Tarjetas Amarillas/Rojas: 36/2 |            |                |                     |                 |            |              |            |            |            |

| Jornada 18                                                                                        | Jornada 18 | Jornada 18  | Jornada 18             | Jornada 18      | Jornada 18 | Jornada 18   | Jornada 18 | Jornada 18 | Jornada 18 |
| Local                                                                                             | Resultado  | Visitante   | Estadio                | Fecha           | Hora       | Espectadores | Canal      | Amonestado | Expulsado  |
| ------------------------------------------------------------------------------------------------- | ---------- | ----------- | ---------------------- | --------------- | ---------- | ------------ | ---------- | ---------- | ---------- |
| Cobán Imperial                                                                                    | 3 - 2      | Municipal   | José Ángel Rossi       | 23 de noviembre | 19:00      | 2 600        |            | 5          | 1          |
| 'Sanarate'                                                                                        | 1 - 0      | Malacateco  | Municipal Sanarate     | 24 de noviembre | 11:00      | 722          |            | 10         | -          |
| Comunicaciones                                                                                    | 3 - 3      | Guastatoya  | Doroteo Guamuch Flores | 24 de noviembre | 11:00      | 1 914        |            | 4          | -          |
| Santa Lucía                                                                                       | 2 - 2      | Xelajú MC   | Municipal Santa Lucía  | 24 de noviembre | 12:00      | 671          |            | 3          | -          |
| Siquinalá                                                                                         | 2 - 3      | Antigua GFC | Mateo Sicay Paz        | 24 de noviembre | 13:00      | 537          |            | 8          | 1          |
| 'Mixco'                                                                                           | 2 - 1      | Iztapa      | Santo Domingo          | 24 de noviembre | 15:00      | 719          |            | 10         | -          |
| Total de goles: 24 (4) Total de Asistencia: 7 163 (1 194) Total de Tarjetas Amarillas/Rojas: 40/2 |            |             |                        |                 |            |              |            |            |            |

| Jornada 19                                                                                      | Jornada 19 | Jornada 19     | Jornada 19      | Jornada 19      | Jornada 19 | Jornada 19   | Jornada 19 | Jornada 19 | Jornada 19 |
| Local                                                                                           | Resultado  | Visitante      | Estadio         | Fecha           | Hora       | Espectadores | Canal      | Amonestado | Expulsado  |
| ----------------------------------------------------------------------------------------------- | ---------- | -------------- | --------------- | --------------- | ---------- | ------------ | ---------- | ---------- | ---------- |
| Malacateco                                                                                      | 2 - 1      | Cobán Imperial | Santa Lucía     | 27 de noviembre | 12:00      | 422          |            | 5          | -          |
| 'Municipal'                                                                                     | 3 - 2      | Santa Lucía    | El Trébol       | 27 de noviembre | 12:30      | 1 559        |            | 6          | -          |
| 'Iztapa'                                                                                        | 4 - 1      | Sanarate       | El Morón        | 27 de noviembre | 13:00      | 186          |            | 12         | -          |
| Mixco                                                                                           | 0 - 0      | Comunicaciones | Santo Domingo   | 27 de noviembre | 15:00      | 2 025        |            | 4          | -          |
| Antigua GFC                                                                                     | 1 - 0      | Guastatoya     | Pensativo       | 27 de noviembre | 15:30      | 852          |            | 5          | -          |
| Xelajú MC                                                                                       | 3 - 1      | Siquinalá      | Mario Camposeco | 27 de noviembre | 20:00      | 916          |            | 5          | -          |
| Total de goles: 18 (3) Total de Asistencia: 5 960 (993) Total de Tarjetas Amarillas/Rojas: 38/0 |            |                |                 |                 |            |              |            |            |            |

| Jornada 20                                                                                           | Jornada 20 | Jornada 20  | Jornada 20             | Jornada 20      | Jornada 20 | Jornada 20   | Jornada 20 | Jornada 20 | Jornada 20 |
| Local                                                                                                | Resultado  | Visitante   | Estadio                | Fecha           | Hora       | Espectadores | Canal      | Amonestado | Expulsado  |
| --- | ---------- | ----------- | ---------------------- | --------------- | ---------- | ------------ | ---------- | ---------- | ---------- |
| Siquinalá                                                                                            | 1 - 2      | 'Municipal' | Mateo Sicay Paz        | 30 de noviembre | 11:00      | 537          |            | 5          | -          |
| Cobán Imperial                                                                                       | 1 - 0      | Iztapa      | José Ángel Rossi       | 30 de noviembre | 19:00      | 1 642        |            | 5          | -          |
| 'Sanarate'                                                                                           | 2 - 0      | Mixco       | Municipal Sanarate     | 1 de diciembre  | 11:00      | 783          |            | 4          | 1          |
| Comunicaciones                                                                                       | 1 - 1      | Antigua GFC | Doroteo Guamuch Flores | 1 de diciembre  | 11:00      | 2 783        |            | 4          | -          |
| 'Santa Lucía'                                                                                        | 1 - 0      | Malacateco  | Municipal Santa Lucía  | 1 de diciembre  | 12:00      | 406          |            | 7          | -          |
| 'Guastatoya'                                                                                         | 2 - 0      | Xelajú MC   | David Cordón Hichos    | 1 de diciembre  | 14:30      | 601          |            | 5          | -          |
| Total de goles: 11 (1.83) Total de Asistencia: 6 752 (1 125) Total de Tarjetas Amarillas/Rojas: 30/1 |            |             |                        |                 |            |              |            |            |            |

| Jornada 21                                                                                         | Jornada 21 | Jornada 21     | Jornada 21         | Jornada 21     | Jornada 21 | Jornada 21   | Jornada 21 | Jornada 21 | Jornada 21 |
| Local                                                                                              | Resultado  | Visitante      | Estadio            | Fecha          | Hora       | Espectadores | Canal      | Amonestado | Expulsado  |
| -------------------------------------------------------------------------------------------------- | ---------- | -------------- | ------------------ | -------------- | ---------- | ------------ | ---------- | ---------- | ---------- |
| Malacateco                                                                                         | 6 - 1      | Siquinalá      | Santa Lucía        | 4 de diciembre | 12:00      | 130          |            | 6          | -          |
| 'Municipal'                                                                                        | 1 - 0      | Guastatoya     | El Trébol          | 4 de diciembre | 12:30      | 2 896        |            | 6          | -          |
| 'Iztapa'                                                                                           | 1 - 0      | Santa Lucía    | El Morón           | 4 de diciembre | 13:00      | 226          |            | 3          | -          |
| 'Mixco'                                                                                            | 3 - 0      | Cobán Imperial | Santo Domingo      | 4 de diciembre | 15:00      | 921          |            | 3          | -          |
| 'Sanarate'                                                                                         | 2 - 1      | Comunicaciones | Municipal Sanarate | 4 de diciembre | 15:30      | 1 000        |            | 8          | -          |
| Xelajú MC                                                                                          | 2 - 0      | Antigua GFC    | Mario Camposeco    | 4 de diciembre | 20:00      | 786          |            | 1          | -          |
| Total de goles: 17 (2.83) Total de Asistencia: 5 959 (993) Total de Tarjetas Amarillas/Rojas: 27/1 |            |                |                    |                |            |              |            |            |            |

| Jornada 22                                                                                          | Jornada 22 | Jornada 22 | Jornada 22             | Jornada 22     | Jornada 22 | Jornada 22   | Jornada 22 | Jornada 22 | Jornada 22 |
| Local                                                                                               | Resultado  | Visitante  | Estadio                | Fecha          | Hora       | Espectadores | Canal      | Amonestado | Expulsado  |
| --------------------------------------------------------------------------------------------------- | ---------- | ---------- | ---------------------- | -------------- | ---------- | ------------ | ---------- | ---------- | ---------- |
| 'Comunicaciones'                                                                                    | 1 - 0      | Xelajú MC  | Doroteo Guamuch Flores | 8 de diciembre | 11:00      | 1 438        |            | 3          | -          |
| Cobán Imperial                                                                                      | 1 - 0      | Sanarate   | José Ángel Rossi       | 8 de diciembre | 11:00      | 3 154        |            | 5          | -          |
| 'Santa Lucía'                                                                                       | 4 - 0      | Mixco      | Municipal Santa Lucía  | 8 de diciembre | 11:00      | 550          |            | 3          | 1          |
| Guastatoya                                                                                          | 0 - 0      | Malacateco | David Cordón Hichos    | 8 de diciembre | 11:00      | 470          |            | 3          | -          |
| Siquinalá                                                                                           | 0 - 1      | 'Iztapa'   | Mateo Sicay Paz        | 8 de diciembre | 11:00      | 128          |            | 7          | -          |
| Antigua GFC                                                                                         | 1 - 0      | Municipal  | Pensativo              | 8 de diciembre | 11:00      | 2 687        |            | 2          | -          |
| Total de goles: 8 (1.33) Total de Asistencia: 8 427 (1 404) Total de Tarjetas Amarillas/Rojas: 23/1 |            |            |                        |                |            |              |            |            |            |

## Líderes individuales

### Trofeo Juan Carlos Plata
| N.º | Jugador         | Goles | Minutos Jugados | Equipo         |
| --- | --------------- | ----- | --------------- | -------------- |
|     | Ramiro Rocca    | 16    | 1,662           | Iztapa         |
| 2   | Agustín Herrera | 12    | 1,140           | Comunicaciones |
| 3   | Wilber Pérez    | 12    | 1,450           | Malacateco     |

### Trofeo Josue Danny Ortiz
| N.º | Jugador             | Partidos | Goles | Promedio | Equipo         |
| --- | ------------------- | -------- | ----- | -------- | -------------- |
|     | Adrián De Lemos     | 20       | 18    | 0.90     | Guastatoya     |
| 2   | José Calderón Frías | 22       | 21    | 0.95     | Comunicaciones |
| 3   | Rubén Darío Silva   | 20       | 19    | 0.95     | Sanarate       |

## Fase final
|  | Acceso a semifinales Ida: 11 y 12 de diciembre Vuelta : 14 y 15 de diciembre | Acceso a semifinales Ida: 11 y 12 de diciembre Vuelta : 14 y 15 de diciembre | Acceso a semifinales Ida: 11 y 12 de diciembre Vuelta : 14 y 15 de diciembre | Acceso a semifinales Ida: 11 y 12 de diciembre Vuelta : 14 y 15 de diciembre | Acceso a semifinales Ida: 11 y 12 de diciembre Vuelta : 14 y 15 de diciembre |  |  | Semifinales Ida : 18 y 19 de diciembre Vuelta: 21 y 22 de diciembre | Semifinales Ida : 18 y 19 de diciembre Vuelta: 21 y 22 de diciembre | Semifinales Ida : 18 y 19 de diciembre Vuelta: 21 y 22 de diciembre | Semifinales Ida : 18 y 19 de diciembre Vuelta: 21 y 22 de diciembre | Semifinales Ida : 18 y 19 de diciembre Vuelta: 21 y 22 de diciembre |  |  | Finales Ida : 26 de diciembre Vuelta: 29 de diciembre | Finales Ida : 26 de diciembre Vuelta: 29 de diciembre | Finales Ida : 26 de diciembre Vuelta: 29 de diciembre | Finales Ida : 26 de diciembre Vuelta: 29 de diciembre | Finales Ida : 26 de diciembre Vuelta: 29 de diciembre |
|  |                                                                              |                                                                              |                                                                              |                                                                              |                                                                              |  |  |                                                                     |                                                                     |                                                                     |                                                                     |                                                                     |  |  |                                                       |                                                       |                                                       |                                                       |                                                       |
|  |                                                                              |                                                                              |                                                                              |                                                                              |                                                                              |  |  | 2°                                                                  | Municipal                                                           | 1                                                                   | 0                                                                   | 1                                                                   |  |  |                                                       |                                                       |                                                       |                                                       |                                                       |
|  | 3°                                                                           | Comunicaciones                                                               | 1                                                                            | 3                                                                            | 4                                                                            |  |  | 3°                                                                  | Comunicaciones                                                      | 0                                                                   | 1                                                                   | 1                                                                   |  |  |                                                       |                                                       |                                                       |                                                       |                                                       |
|  | 6°                                                                           | Guastatoya                                                                   | 3                                                                            | 1                                                                            | 4                                                                            |  |  |                                                                     |                                                                     |                                                                     |                                                                     |                                                                     |  |  | 2°                                                    | Municipal                                             | 1                                                     | 2                                                     | 3                                                     |
|  |                                                                              |                                                                              |                                                                              |                                                                              |                                                                              |  |  |                                                                     |                                                                     |                                                                     |                                                                     |                                                                     |  |  | 4°                                                    | Antigua GFC                                           | 0                                                     | 2                                                     | 2                                                     |
|  |                                                                              |                                                                              |                                                                              |                                                                              |                                                                              |  |  | 1°                                                                  | Cobán Imperial                                                      | 0                                                                   | 1                                                                   | 1                                                                   |  |  |                                                       |                                                       |                                                       |                                                       |                                                       |
|  | 4°                                                                           | Antigua GFC                                                                  | 0                                                                            | 0                                                                            | 0                                                                            |  |  | 4°                                                                  | Antigua GFC                                                         | 1                                                                   | 1                                                                   | 2                                                                   |  |  |                                                       |                                                       |                                                       |                                                       |                                                       |
|  | 5°                                                                           | Sanarate                                                                     | 0                                                                            | 0                                                                            | 0                                                                            |  |  |                                                                     |                                                                     |                                                                     |                                                                     |                                                                     |  |  |                                                       |                                                       |                                                       |                                                       |                                                       |

En el cuadro, todos los equipos con mejor posición en la tabla terminaron su serie en casa.
El campeón clasificó a la Liga Concacaf 2020.

### Clasificación a semifinales

#### Comunicaciones - Guastatoya
| 11 de diciembre de 2019 14:30 | Guastatoya                                                   | 3:1 (0:1) | Comunicaciones   | Estadio David Cordón Hichos, Guastatoya              |                                                      |
|                               | José Corena 55' · Omar Domínguez 73' · Luis Ángel Landín 85' | Reporte   | 23' Jorge Vargas | Asistencia: 969 espectadores Árbitro(s): Bryan López | Asistencia: 969 espectadores Árbitro(s): Bryan López |

| 14 de diciembre de 2019 18:00 | Comunicaciones                                            | 3:1 (1:0) | Guastatoya        | Estadio Doroteo Guamuch Flores, Ciudad de Guatemala      |                                                          |
|                               | Carlos Mejía 9' · Steven Robles 65' · Agustín Herrera 90' |           | 72' Luis Martínez | Asistencia: 4 414 espectadores Árbitro(s): Mario Escobar | Asistencia: 4 414 espectadores Árbitro(s): Mario Escobar |

Comunicaciones avanza por posición en la tabla (3°) tras empatar en el global 4:4.

#### Antigua GFC - Sanarate
| 12 de diciembre de 2019 12:00 | Sanarate | 0:0 (0:0) | Antigua GFC | Estadio Municipal, Sanarate                            |                                                        |
|                               |          | Reporte   |             | Asistencia: 943 espectadores Árbitro(s): Amner Escobar | Asistencia: 943 espectadores Árbitro(s): Amner Escobar |

| 15 de diciembre de 2019 11:30 | Antigua GFC | 0:0 (0:0) | Sanarate | Estadio Pensativo, Antigua Guatemala                     |  |
|                               |             |           |          | Asistencia: 2 509 espectadores Árbitro(s): Armando Reyna |  |

Antigua GFC avanza por posición en la tabla (4°) tras empatar en el global 0:0.

### Semifinales

#### Cobán Imperial - Antigua GFC
| 18 de diciembre de 2019 11:30 | Antigua GFC       | 1:0 (1:0) | Cobán Imperial | Estadio Pensativo, Antigua Guatemala                  |                                                       |
|                               | Jairo Arreola 12' |           |                | Asistencia: 2 696 espectadores Árbitro(s): Julio Luna | Asistencia: 2 696 espectadores Árbitro(s): Julio Luna |

| 21 de diciembre de 2019 19:00 | Cobán Imperial  | 1:1 (0:0) | Antigua GFC             | Estadio José Ángel Rossi, Cobán |                                |
|                               | Lauro Cazal 62' |           | 83' Christopher Ramírez | Asistencia: 8 804 espectadores  | Asistencia: 8 804 espectadores |

Antigua GFC avanza con un marcador global de 2:1.

#### Municipal - Comunicaciones
| 19 de diciembre de 2019 20:00 | Comunicaciones | 0:1 (0:1) | Municipal          | Estadio Nacional, Ciudad de Guatemala                   |                                                         |
|                               |                |           | 34' Alejandro Díaz | Asistencia: 9 500 espectadores Árbitro(s): Raúl Gamarro | Asistencia: 9 500 espectadores Árbitro(s): Raúl Gamarro |

| 22 de diciembre de 2019 11:00 | Municipal | 0:1 (0:0) | Comunicaciones    | Estadio Nacional, Ciudad de Guatemala                     |                                                           |
|                               |           |           | 76' Michael Umaña | Asistencia: 17 000 espectadores Árbitro(s): Amner Escobar | Asistencia: 17 000 espectadores Árbitro(s): Amner Escobar |

Municipal avanza por posición en la tabla (2°) tras empatar el global 1:1.

## Final

### Ida
| 33    | POR   | Víctor Ayala          |  |
| 3     | DEF   | José Mena             |  |
| 4     | DEF   | Juan David Osorio     |  |
| 5     | DEF   | Marco Domínguez 55'   |  |
| 6     | MED   | José Pinto 41'        |  |
| 7     | MED   | Andrés Lezcano        |  |
| 10    | MED   | Pablo Aguilar 2' 51'  |  |
| 21    | MED   | Christian Ojeda       |  |
| 23    | DEL   | Albert Barrientos 79' |  |
| 25    | DEL   | Pablo Mingorance      |  |
| 77    | DEL   | Jairo Arreola 71'     |  |
| D. T. | D. T. | Roberto Montoya       |  |

| 1     | POR   | Kenderson Navarro       |  |
| 4     | DEF   | Luis de León            |  |
| 2     | DEF   | Manuel López            |  |
| 3     | DEF   | Carlos Gallardo         |  |
| 5     | DEF   | Héctor Moreira          |  |
| 7     | MED   | Frank de León 65'       |  |
| 8     | MED   | Carlos Alvarado 32' 81' |  |
| 6     | MED   | José Rosales            |  |
| 14    | DEL   | Jaime Alas 35'          |  |
| 10    | DEL   | Othoniel Arce 7'        |  |
| 11    | DEL   | John Méndez             |  |
| D. T. | D. T. | Sebastián Bini 43'      |  |

| 22 | MED | Iván Pacheco        | 51' |
| 71 | DEL | Christopher Ramírez | 71' |
| 20 | DEL | Edwin Fuentes       | 79' |

| 19 | DEL | Alejandro Matías Díaz | 35' |
| 26 | MED | Rudy Barrientos       | 65' |
| 27 | DEF | Orlando Moreira       | 81' |

| 75' | Rudy Barrientos | 0-1 |

| 2' · 41' · 55' | Pablo Aguilar José Pinto Marco Domínguez |

| 7' · 32' · 43' · 85' | Othoniel Arce Carlos Alvarado Sebastián Bini Luis de León |

| Principal  | Julio Luna    |
| Asistentes | Julián Méndez |
|            | Luis Ventura  |
| Cuarto     | Armando Reyna |

| 33    | POR   | Víctor Ayala          |  |
| 3     | DEF   | José Mena             |  |
| 4     | DEF   | Juan David Osorio     |  |
| 5     | DEF   | Marco Domínguez 55'   |  |
| 6     | MED   | José Pinto 41'        |  |
| 7     | MED   | Andrés Lezcano        |  |
| 10    | MED   | Pablo Aguilar 2' 51'  |  |
| 21    | MED   | Christian Ojeda       |  |
| 23    | DEL   | Albert Barrientos 79' |  |
| 25    | DEL   | Pablo Mingorance      |  |
| 77    | DEL   | Jairo Arreola 71'     |  |
| D. T. | D. T. | Roberto Montoya       |  |

| 1     | POR   | Kenderson Navarro       |  |
| 4     | DEF   | Luis de León            |  |
| 2     | DEF   | Manuel López            |  |
| 3     | DEF   | Carlos Gallardo         |  |
| 5     | DEF   | Héctor Moreira          |  |
| 7     | MED   | Frank de León 65'       |  |
| 8     | MED   | Carlos Alvarado 32' 81' |  |
| 6     | MED   | José Rosales            |  |
| 14    | DEL   | Jaime Alas 35'          |  |
| 10    | DEL   | Othoniel Arce 7'        |  |
| 11    | DEL   | John Méndez             |  |
| D. T. | D. T. | Sebastián Bini 43'      |  |

| 22 | MED | Iván Pacheco        | 51' |
| 71 | DEL | Christopher Ramírez | 71' |
| 20 | DEL | Edwin Fuentes       | 79' |

| 19 | DEL | Alejandro Matías Díaz | 35' |
| 26 | MED | Rudy Barrientos       | 65' |
| 27 | DEF | Orlando Moreira       | 81' |

| 75' | Rudy Barrientos | 0-1 |

| 2' · 41' · 55' | Pablo Aguilar José Pinto Marco Domínguez |

| 7' · 32' · 43' · 85' | Othoniel Arce Carlos Alvarado Sebastián Bini Luis de León |

| Principal  | Julio Luna    |
| Asistentes | Julián Méndez |
|            | Luis Ventura  |
| Cuarto     | Armando Reyna |

| 33    | POR   | Víctor Ayala          |  |
| 3     | DEF   | José Mena             |  |
| 4     | DEF   | Juan David Osorio     |  |
| 5     | DEF   | Marco Domínguez 55'   |  |
| 6     | MED   | José Pinto 41'        |  |
| 7     | MED   | Andrés Lezcano        |  |
| 10    | MED   | Pablo Aguilar 2' 51'  |  |
| 21    | MED   | Christian Ojeda       |  |
| 23    | DEL   | Albert Barrientos 79' |  |
| 25    | DEL   | Pablo Mingorance      |  |
| 77    | DEL   | Jairo Arreola 71'     |  |
| D. T. | D. T. | Roberto Montoya       |  |

| 1     | POR   | Kenderson Navarro       |  |
| 4     | DEF   | Luis de León            |  |
| 2     | DEF   | Manuel López            |  |
| 3     | DEF   | Carlos Gallardo         |  |
| 5     | DEF   | Héctor Moreira          |  |
| 7     | MED   | Frank de León 65'       |  |
| 8     | MED   | Carlos Alvarado 32' 81' |  |
| 6     | MED   | José Rosales            |  |
| 14    | DEL   | Jaime Alas 35'          |  |
| 10    | DEL   | Othoniel Arce 7'        |  |
| 11    | DEL   | John Méndez             |  |
| D. T. | D. T. | Sebastián Bini 43'      |  |

| 22 | MED | Iván Pacheco        | 51' |
| 71 | DEL | Christopher Ramírez | 71' |
| 20 | DEL | Edwin Fuentes       | 79' |

| 19 | DEL | Alejandro Matías Díaz | 35' |
| 26 | MED | Rudy Barrientos       | 65' |
| 27 | DEF | Orlando Moreira       | 81' |

| 75' | Rudy Barrientos | 0-1 |

| 2' · 41' · 55' | Pablo Aguilar José Pinto Marco Domínguez |

| 7' · 32' · 43' · 85' | Othoniel Arce Carlos Alvarado Sebastián Bini Luis de León |

| Principal  | Julio Luna    |
| Asistentes | Julián Méndez |
|            | Luis Ventura  |
| Cuarto     | Armando Reyna |

| 33    | POR   | Víctor Ayala          |  |
| 3     | DEF   | José Mena             |  |
| 4     | DEF   | Juan David Osorio     |  |
| 5     | DEF   | Marco Domínguez 55'   |  |
| 6     | MED   | José Pinto 41'        |  |
| 7     | MED   | Andrés Lezcano        |  |
| 10    | MED   | Pablo Aguilar 2' 51'  |  |
| 21    | MED   | Christian Ojeda       |  |
| 23    | DEL   | Albert Barrientos 79' |  |
| 25    | DEL   | Pablo Mingorance      |  |
| 77    | DEL   | Jairo Arreola 71'     |  |
| D. T. | D. T. | Roberto Montoya       |  |

| 1     | POR   | Kenderson Navarro       |  |
| 4     | DEF   | Luis de León            |  |
| 2     | DEF   | Manuel López            |  |
| 3     | DEF   | Carlos Gallardo         |  |
| 5     | DEF   | Héctor Moreira          |  |
| 7     | MED   | Frank de León 65'       |  |
| 8     | MED   | Carlos Alvarado 32' 81' |  |
| 6     | MED   | José Rosales            |  |
| 14    | DEL   | Jaime Alas 35'          |  |
| 10    | DEL   | Othoniel Arce 7'        |  |
| 11    | DEL   | John Méndez             |  |
| D. T. | D. T. | Sebastián Bini 43'      |  |

| 22 | MED | Iván Pacheco        | 51' |
| 71 | DEL | Christopher Ramírez | 71' |
| 20 | DEL | Edwin Fuentes       | 79' |

| 19 | DEL | Alejandro Matías Díaz | 35' |
| 26 | MED | Rudy Barrientos       | 65' |
| 27 | DEF | Orlando Moreira       | 81' |

| 75' | Rudy Barrientos | 0-1 |

| 2' · 41' · 55' | Pablo Aguilar José Pinto Marco Domínguez |

| 7' · 32' · 43' · 85' | Othoniel Arce Carlos Alvarado Sebastián Bini Luis de León |

| Principal  | Julio Luna    |
| Asistentes | Julián Méndez |
|            | Luis Ventura  |
| Cuarto     | Armando Reyna |

### Vuelta
| 1     | POR   | Nicholas Hagen           |  |
| 4     | DEF   | Luis de León             |  |
| 2     | DEF   | Manuel López             |  |
| 3     | DEF   | Carlos Gallardo 90'      |  |
| 5     | DEF   | Héctor Moreira           |  |
| 26    | MED   | Rudy Barrientos 88'      |  |
| 8     | MED   | Carlos Alvarado          |  |
| 6     | MED   | José Rosales 90+3'       |  |
| 19    | DEL   | Alejandro Díaz 81' 90+2' |  |
| 10    | DEL   | Othoniel Arce 81' 84'    |  |
| 11    | DEL   | John Méndez 74'          |  |
| D. T. | D. T. | Sebastián Bini           |  |

| 33    | POR   | Víctor Ayala          |  |
| 4     | DEF   | Juan Osorio 35'       |  |
| 3     | DEF   | José Mena             |  |
| 6     | DEF   | José Pinto            |  |
| 25    | MED   | Pablo Mingorance 74'  |  |
| 77    | MED   | Jairo Arreola         |  |
| 21    | MED   | Christian Ojeda 80'   |  |
| 5     | MED   | Marco Domínguez       |  |
| 23    | DEL   | Albert Barrientos 46' |  |
| 7     | DEL   | Andrés Lezcano        |  |
| 22    | DEL   | Iván Pacheco 32' 84'  |  |
| D. T. | D. T. | Roberto Montoya       |  |

| 7  | MED | Frank de León   | 74'   |
| 27 | MED | Orlando Moreira | 84'   |
| 20 | DEL | Danilo Guerra   | 90+2' |

| 10 | DEL | Pablo Aguilar       | 46' |
| 8  | MED | Alexander Paz       | 80' |
| 71 | DEL | Christopher Ramírez | 84' |

| 44' · 80' | Othoniel Arce Alejandro Díaz | 1-1 2-2 |

| 28' · 54' | Jairo Arreola | 0-1 1-2 |

| 81' · 81' · 88' · 90' · 90+3' | Alejandro Díaz Othoniel Arce Rudy Barrientos Carlos Gallardo José Rosales |

| 32' · 35' · 74' | Iván Pacheco Juan Osorio Pablo Mingorance |

| Otorgado · Otorgado otra vez · Expulsado | Christopher Ramírez |

| Principal  | Mario Escobar |
| Asistentes | Pablo Ramírez |
|            | René Ochoa    |
| Cuarto     | Walter López  |

|  |                    |     |     |
|  | Tiros a puerta     | 6   | 5   |
|  | Faltas             | 15  | 7   |
|  | Saques de esquina  | 6   | 7   |
|  | Fueras de juego    | 3   | 2   |
|  | Posesión del balón | 55% | 45% |

| 1     | POR   | Nicholas Hagen           |  |
| 4     | DEF   | Luis de León             |  |
| 2     | DEF   | Manuel López             |  |
| 3     | DEF   | Carlos Gallardo 90'      |  |
| 5     | DEF   | Héctor Moreira           |  |
| 26    | MED   | Rudy Barrientos 88'      |  |
| 8     | MED   | Carlos Alvarado          |  |
| 6     | MED   | José Rosales 90+3'       |  |
| 19    | DEL   | Alejandro Díaz 81' 90+2' |  |
| 10    | DEL   | Othoniel Arce 81' 84'    |  |
| 11    | DEL   | John Méndez 74'          |  |
| D. T. | D. T. | Sebastián Bini           |  |

| 33    | POR   | Víctor Ayala          |  |
| 4     | DEF   | Juan Osorio 35'       |  |
| 3     | DEF   | José Mena             |  |
| 6     | DEF   | José Pinto            |  |
| 25    | MED   | Pablo Mingorance 74'  |  |
| 77    | MED   | Jairo Arreola         |  |
| 21    | MED   | Christian Ojeda 80'   |  |
| 5     | MED   | Marco Domínguez       |  |
| 23    | DEL   | Albert Barrientos 46' |  |
| 7     | DEL   | Andrés Lezcano        |  |
| 22    | DEL   | Iván Pacheco 32' 84'  |  |
| D. T. | D. T. | Roberto Montoya       |  |

| 7  | MED | Frank de León   | 74'   |
| 27 | MED | Orlando Moreira | 84'   |
| 20 | DEL | Danilo Guerra   | 90+2' |

| 10 | DEL | Pablo Aguilar       | 46' |
| 8  | MED | Alexander Paz       | 80' |
| 71 | DEL | Christopher Ramírez | 84' |

| 44' · 80' | Othoniel Arce Alejandro Díaz | 1-1 2-2 |

| 28' · 54' | Jairo Arreola | 0-1 1-2 |

| 81' · 81' · 88' · 90' · 90+3' | Alejandro Díaz Othoniel Arce Rudy Barrientos Carlos Gallardo José Rosales |

| 32' · 35' · 74' | Iván Pacheco Juan Osorio Pablo Mingorance |

| Otorgado · Otorgado otra vez · Expulsado | Christopher Ramírez |

| Principal  | Mario Escobar |
| Asistentes | Pablo Ramírez |
|            | René Ochoa    |
| Cuarto     | Walter López  |

|  |                    |     |     |
|  | Tiros a puerta     | 6   | 5   |
|  | Faltas             | 15  | 7   |
|  | Saques de esquina  | 6   | 7   |
|  | Fueras de juego    | 3   | 2   |
|  | Posesión del balón | 55% | 45% |

| 1     | POR   | Nicholas Hagen           |  |
| 4     | DEF   | Luis de León             |  |
| 2     | DEF   | Manuel López             |  |
| 3     | DEF   | Carlos Gallardo 90'      |  |
| 5     | DEF   | Héctor Moreira           |  |
| 26    | MED   | Rudy Barrientos 88'      |  |
| 8     | MED   | Carlos Alvarado          |  |
| 6     | MED   | José Rosales 90+3'       |  |
| 19    | DEL   | Alejandro Díaz 81' 90+2' |  |
| 10    | DEL   | Othoniel Arce 81' 84'    |  |
| 11    | DEL   | John Méndez 74'          |  |
| D. T. | D. T. | Sebastián Bini           |  |

| 33    | POR   | Víctor Ayala          |  |
| 4     | DEF   | Juan Osorio 35'       |  |
| 3     | DEF   | José Mena             |  |
| 6     | DEF   | José Pinto            |  |
| 25    | MED   | Pablo Mingorance 74'  |  |
| 77    | MED   | Jairo Arreola         |  |
| 21    | MED   | Christian Ojeda 80'   |  |
| 5     | MED   | Marco Domínguez       |  |
| 23    | DEL   | Albert Barrientos 46' |  |
| 7     | DEL   | Andrés Lezcano        |  |
| 22    | DEL   | Iván Pacheco 32' 84'  |  |
| D. T. | D. T. | Roberto Montoya       |  |

| 7  | MED | Frank de León   | 74'   |
| 27 | MED | Orlando Moreira | 84'   |
| 20 | DEL | Danilo Guerra   | 90+2' |

| 10 | DEL | Pablo Aguilar       | 46' |
| 8  | MED | Alexander Paz       | 80' |
| 71 | DEL | Christopher Ramírez | 84' |

| 44' · 80' | Othoniel Arce Alejandro Díaz | 1-1 2-2 |

| 28' · 54' | Jairo Arreola | 0-1 1-2 |

| 81' · 81' · 88' · 90' · 90+3' | Alejandro Díaz Othoniel Arce Rudy Barrientos Carlos Gallardo José Rosales |

| 32' · 35' · 74' | Iván Pacheco Juan Osorio Pablo Mingorance |

| Otorgado · Otorgado otra vez · Expulsado | Christopher Ramírez |

| Principal  | Mario Escobar |
| Asistentes | Pablo Ramírez |
|            | René Ochoa    |
| Cuarto     | Walter López  |

|  |                    |     |     |
|  | Tiros a puerta     | 6   | 5   |
|  | Faltas             | 15  | 7   |
|  | Saques de esquina  | 6   | 7   |
|  | Fueras de juego    | 3   | 2   |
|  | Posesión del balón | 55% | 45% |

| 1     | POR   | Nicholas Hagen           |  |
| 4     | DEF   | Luis de León             |  |
| 2     | DEF   | Manuel López             |  |
| 3     | DEF   | Carlos Gallardo 90'      |  |
| 5     | DEF   | Héctor Moreira           |  |
| 26    | MED   | Rudy Barrientos 88'      |  |
| 8     | MED   | Carlos Alvarado          |  |
| 6     | MED   | José Rosales 90+3'       |  |
| 19    | DEL   | Alejandro Díaz 81' 90+2' |  |
| 10    | DEL   | Othoniel Arce 81' 84'    |  |
| 11    | DEL   | John Méndez 74'          |  |
| D. T. | D. T. | Sebastián Bini           |  |

| 33    | POR   | Víctor Ayala          |  |
| 4     | DEF   | Juan Osorio 35'       |  |
| 3     | DEF   | José Mena             |  |
| 6     | DEF   | José Pinto            |  |
| 25    | MED   | Pablo Mingorance 74'  |  |
| 77    | MED   | Jairo Arreola         |  |
| 21    | MED   | Christian Ojeda 80'   |  |
| 5     | MED   | Marco Domínguez       |  |
| 23    | DEL   | Albert Barrientos 46' |  |
| 7     | DEL   | Andrés Lezcano        |  |
| 22    | DEL   | Iván Pacheco 32' 84'  |  |
| D. T. | D. T. | Roberto Montoya       |  |

| 7  | MED | Frank de León   | 74'   |
| 27 | MED | Orlando Moreira | 84'   |
| 20 | DEL | Danilo Guerra   | 90+2' |

| 10 | DEL | Pablo Aguilar       | 46' |
| 8  | MED | Alexander Paz       | 80' |
| 71 | DEL | Christopher Ramírez | 84' |

| 44' · 80' | Othoniel Arce Alejandro Díaz | 1-1 2-2 |

| 28' · 54' | Jairo Arreola | 0-1 1-2 |

| 81' · 81' · 88' · 90' · 90+3' | Alejandro Díaz Othoniel Arce Rudy Barrientos Carlos Gallardo José Rosales |

| 32' · 35' · 74' | Iván Pacheco Juan Osorio Pablo Mingorance |

| Otorgado · Otorgado otra vez · Expulsado | Christopher Ramírez |

| Principal  | Mario Escobar |
| Asistentes | Pablo Ramírez |
|            | René Ochoa    |
| Cuarto     | Walter López  |

|  |                    |     |     |
|  | Tiros a puerta     | 6   | 5   |
|  | Faltas             | 15  | 7   |
|  | Saques de esquina  | 6   | 7   |
|  | Fueras de juego    | 3   | 2   |
|  | Posesión del balón | 55% | 45% |

|                                                |
| Campeón Municipal                              |
| 31° título Clasificado a la Liga Concacaf 2020 |